# Ribnice
Ribnice (Servisch cyrillisch Рибнице) is een plaats in de Servische gemeente Vranje. De plaats telt 471 inwoners (2002).